# Бибирево (район на Москва)
Бибирево е административен район на Североизточен окръг в Москва.